# Водолазний скафандр

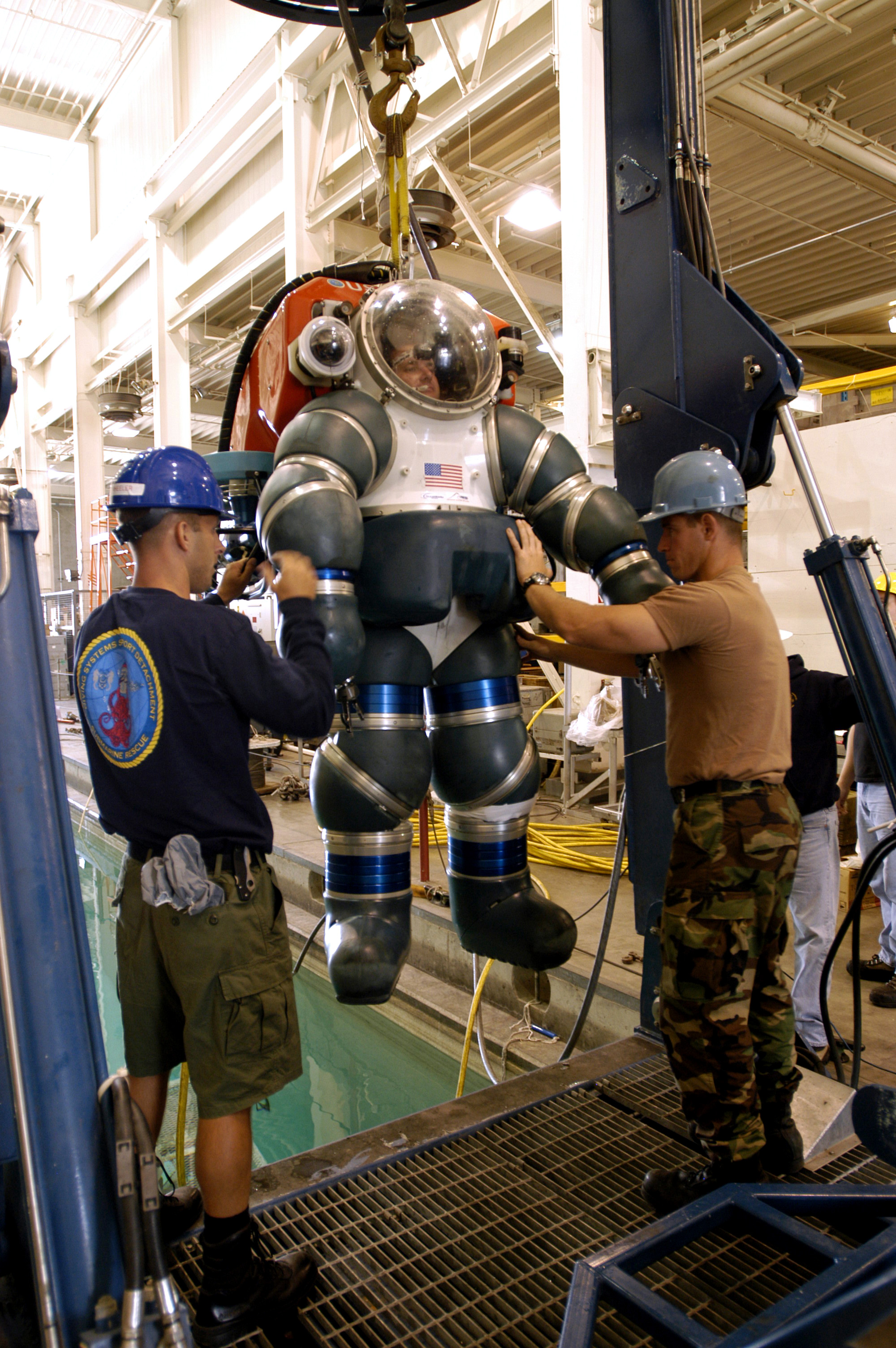
Тренування водолаза.

Водолазний скафандр (англ. diving suit; нім. Taucheranzug m) — водонепроникний скафандр, який використовується водолазами, які працюють в дуже холодних водах. Скафандр одягається водолазом разом з утеплювальним одягом, тому що однієї його теплоізоляції недостатньо для зберігання тепла тіла.

## Різновиди
- Скафандр водолазний шарнірний — легкий водолазний костюм, що забезпечує водолазні роботи під тиском 0,1 МПа; в ньому водолаз має можливість пересуватись, використовуючи шарнірні ноги, та виконувати роботу на морському дні за допомогою маніпуляторів, приєднаних до шарнірних рук.
- Скафандр водолазний броньований — модифікована форма шарнірного водолазного костюму з бронезахистом. Вперше броньований водолазний костюм успішно використали у 1976 p., коли водолаз досяг глибини 440 м у районі свердловини на шельфі Іспанії.